# Tidarren haemorrhoidale
Tidarren haemorrhoidale là một loài nhện trong họ Theridiidae.
Loài này thuộc chi Tidarren. Tidarren haemorrhoidale được Philip Bertkau miêu tả năm 1880.